# Anastassija Andrejewna Smirnowa
Anastassija Andrejewna Smirnowa (russisch Анастасия Андреевна Смирнова; * 31. August 2002 in Tschussowoi) ist eine russische Freestyle-Skierin. Sie startet in den Buckelpisten-Disziplinen Moguls und Dual Moguls.

## Werdegang
Smirnowa startete erstmals im Februar 2017 in Pyeongchang im Weltcup und belegte dabei den 32. Platz im Moguls-Wettbewerb. Bei den Juniorenweltmeisterschaften 2017 in Chiesa in Valmalenco gewann sie Bronze im Dual Moguls und Silber im Moguls. In der Saison 2017/18 holte sie vier Siege im Europacup und erreichte damit den fünften Platz in der Moguls-Disziplinenwertung. Bei den Juniorenweltmeisterschaften 2018 in Duved kam sie auf den 12. Platz im Moguls und auf den vierten Rang im Dual Moguls. Im März 2018 wurde sie russische Meisterin im Moguls. Im folgenden Jahr belegte sie bei den Weltmeisterschaften in Park City den neunten Platz im Dual Moguls und den vierten Rang im Moguls und holte bei den Juniorenweltmeisterschaften in Chiesa in Valmalenco Gold im Dual Moguls. Ende März 2019 siegte sie in Krasnojarsk bei den russischen Meisterschaften im Moguls und Dual Moguls. In der Saison 2019/20 kam bei zehn Weltcupstarts, fünfmal unter den ersten Zehn. Dabei erreichte sie mit dem dritten Platz im Moguls in Mont-Tremblant ihre erste Podestplatzierung im Weltcup und zum Saisonende den neunten Platz im Moguls-Weltcup.

## Erfolge

### Weltmeisterschaften
- Park City 2019: 4. Moguls, 9. Dual Moguls

### Weltcupwertungen
Smirnowa errang im Weltcup bisher zwei Podestplätze.
| Saison  | Gesamt | Gesamt | Aerials | Aerials |
| Saison  | Platz  | Punkte | Platz   | Punkte  |
| ------- | ------ | ------ | ------- | ------- |
| 2018/19 | 79.    | 14,33  | 16.     | 129     |
| 2019/20 | 39.    | 27,6   | 9.      | 276     |

### Europacup
- 6 Podestplätze, davon 4 Siege

### Juniorenweltmeisterschaften
- Chiesa in Valmalenco 2017: 2. Moguls, 3. Dual Moguls
- Duved 2018: 4. Dual Moguls, 12. Moguls
- Chiesa in Valmalenco 2019: 1. Dual Moguls, 9. Moguls

### Weitere Erfolge
- 3 russische Meistertitel (Moguls 2018, 2019) (Dual Moguls 2019)